# فقدان التوليد

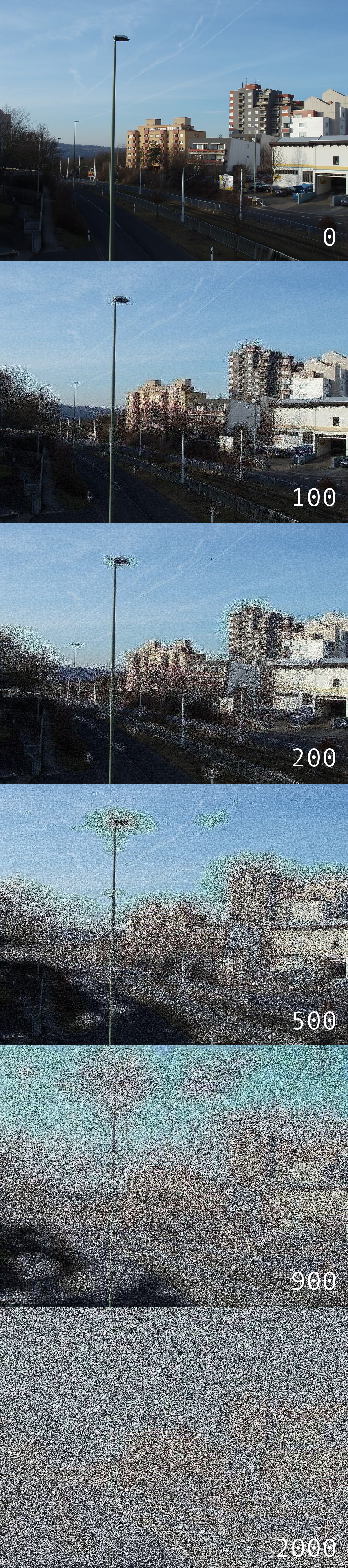
فقدان التوليد الرقمي الناتج عن تدوير صورة JPEG 90 درجة (من أعلى إلى أسفل) 0 و 100 و 200 و 500 و 900 و 2000 مرة (بدون استخدام أدوات بدون فقدان)

فقدان التوليد هو فقدان الجودة بين النسخ اللاحقة أو تحويلات البيانات. يمكن اعتبار أي شيء يقلل من جودة التمثيل عند النسخ، ويؤدي إلى مزيد من الانخفاض في الجودة عند عمل نسخة من النسخة، شكلاً من أشكال فقدان التوليد. تعد زيادة حجم الملف نتيجة شائعة لفقدان التوليد، حيث أن إدخال القطع الأثرية قد يؤدي في الواقع إلى زيادة إنتروبيا البيانات خلال كل جيل.

## خسارة التوليد التناظرية
في الأنظمة التناظرية (ومنها الأنظمة التي تستخدم التسجيل الرقمي ولكنها تقوم بالنسخ عبر اتصال تناظري)، يرجع فقدان التوليد في الغالب إلى مشكلات الضوضاء وعرض النطاق الترددي في الكابلات ومكبرات الصوت والخلاطات ومعدات التسجيل وأي شيء آخر بين المصدر والوجهة. يمكن لمضخمات التوزيع غير المعدلة بشكل سيئ والمعاوقات غير المتطابقة أن تجعل هذه المشاكل أسوأ. يمكن أن يؤدي التحويل المتكرر بين التناظرية والرقمية أيضًا إلى خسارة.
وفقًا لـ ATIS، «تقتصر خسارة التوليد على التسجيل التمثيلي لأنه يمكن إجراء التسجيل الرقمي وإعادة الإنتاج بطريقة خالية أساسًا من فقدان التوليد.» 
كان فقدان التوليد أحد الاعتبارات الرئيسية في تحرير الصوت والفيديو التناظري المعقد، حيث يتم إنشاء عمليات التحرير متعددة الطبقات غالبًا عن طريق إنشاء عمليات مزج وسيطة يتم «ارتدادها» مرة أخرى على الشريط. كان التخطيط الدقيق مطلوبًا لتقليل فقد التوليد، والضوضاء الناتجة واستجابة التردد الضعيفة.
تتمثل إحدى طرق تقليل عدد الأجيال المطلوبة في استخدام مزيج صوتي أو مجموعة تحرير فيديو قادرة على مزج عدد كبير من القنوات في وقت واحد؛ في الحالة القصوى، على سبيل المثال مع استوديو تسجيل مكون من 48 مسارًا، يمكن إجراء مزيج معقد بالكامل في جيل واحد، على الرغم من أن هذا كان مكلفًا للغاية لجميع المشاريع باستثناء أفضل المشاريع الممولة.
ساعد إدخال أنظمة تقليل الضوضاء التناظرية الاحترافية مثل Dolby A في تقليل مقدار فقدان التوليد المسموع، ولكن تم استبداله في النهاية بالنظم الرقمية التي قللت بشكل كبير من فقدان التوليد.

## فقدان التوليد الرقمي
عند استخدامها بشكل صحيح، يمكن للتكنولوجيا الرقمية أن تقضي على فقدان التوليد. وهذا يعني الاستخدام الحصري لبرامج ترميز الضغط غير المفقودة أو البيانات غير المضغوطة من التسجيل أو الإنشاء حتى التشفير النهائي المفقود للتوزيع من خلال دفق الإنترنت أو الأقراص الضوئية. يعطي نسخ ملف رقمي نسخة طبق الأصل إذا كان الجهاز يعمل بشكل صحيح. أدت سمة التكنولوجيا الرقمية هذه إلى زيادة الوعي بمخاطر النسخ غير المصرح به. قبل أن تنتشر التكنولوجيا الرقمية على نطاق واسع، كان بإمكان شركة التسجيلات، على سبيل المثال، أن تكون واثقة من معرفة أن النسخ غير المصرح بها من المقطوعات الموسيقية لم تكن أبدًا بنفس جودة النسخ الأصلية.
لا يزال من الممكن أن يحدث فقدان الإنشاء عند استخدام برامج ترميز ضغط الفيديو أو الصوت حيث إنها تقدم عناصر في المادة المصدر مع كل تشفير أو إعادة تشفير. تُستخدم برامج ترميز الضغط الفاسدة مثل Apple ProRes وAdvanced Video Coding وmp3 على نطاق واسع لأنها تسمح بتخفيضات كبيرة في حجم الملف بينما لا يمكن تمييزها عن الأصل غير المضغوط أو المضغوط بدون فقدان لأغراض العرض. الطريقة الوحيدة لتجنب فقدان التوليد هي باستخدام ملفات غير مضغوطة أو مضغوطة بلا ضياع؛ والتي قد تكون باهظة الثمن من وجهة نظر التخزين لأنها تتطلب مساحات تخزين أكبر في ذاكرة الفلاش أو محركات الأقراص الثابتة في الثانية من وقت التشغيل. يتطلب الفيديو غير المضغوط معدل بيانات مرتفع؛ على سبيل المثال، يمكن لفيديو 1080 بكسل بمعدل 30 إطارًا في الثانية أن يتطلب ما يصل إلى 370 ميجابايت في الثانية. تجعل برامج الترميز الفاسدة Blu-ray وتدفق الفيديو عبر الإنترنت أمرًا ممكنًا حيث لا يمكن لأي منهما توفير كميات البيانات اللازمة للفيديو غير المضغوط أو المضغوط بدون فقد بمعدلات إطارات ودقة مقبولة. يمكن أن تعاني الصور من فقدان التوليد بنفس الطريقة التي يمكن أن يحدث بها الفيديو والصوت.
عادةً ما تؤدي معالجة ملف مضغوط بشكل ضياع بدلاً من الملف الأصلي إلى مزيد من فقدان الجودة بدلاً من توليد نفس الإخراج من ملف أصلي غير مضغوط. على سبيل المثال، تكون الصورة الرقمية منخفضة الدقة لصفحة الويب أفضل إذا تم إنشاؤها من صورة خام غير مضغوطة من ملف JPEG مضغوط بالفعل بجودة أعلى.

### التقنيات التي تسبب فقدان التوليد في الأنظمة الرقمية
في الأنظمة الرقمية، قد تؤدي العديد من التقنيات، المستخدمة بسبب مزايا أخرى، إلى فقدان التوليد ويجب استخدامها بحذر. ومع ذلك، فإن نسخ ملف رقمي بحد ذاته لا يؤدي إلى فقدان الإنشاء - فالملف المنسوخ مطابق للأصل، بشرط استخدام قناة نسخ مثالية.
يمكن عكس بعض التحولات الرقمية، في حين أن البعض الآخر ليس كذلك. يعد الضغط بدون فقد، بحكم التعريف، قابلاً للعكس تمامًا، بينما يؤدي الضغط مع الفقد إلى التخلص من بعض البيانات التي لا يمكن استعادتها. وبالمثل، فإن العديد من عمليات DSP لا يمكن عكسها.
إن التخطيط الدقيق لسلسلة إشارات الصوت أو الفيديو من البداية إلى النهاية وإعادة الترتيب لتقليل التحويلات المتعددة أمر مهم لتجنب فقدان التوليد عند استخدام برامج ترميز الضغط المفقودة. في كثير من الأحيان، يمكن أن تؤدي الاختيارات التعسفية لأعداد البكسل ومعدلات أخذ العينات للمصدر والوجهة والوسائط إلى تدهور خطير في الإشارات الرقمية على الرغم من إمكانات التكنولوجيا الرقمية للقضاء على فقدان التوليد تمامًا.
وبالمثل، عند استخدام الضغط مع فقدان البيانات، فمن الأفضل أن يتم إجراؤه مرة واحدة فقط، في نهاية سير العمل الذي يتضمن الملف، بعد إجراء جميع التغييرات المطلوبة.

#### التحويل
التحويل بين التنسيقات المفقودة - سواء كان ذلك بفك تشفير وإعادة ترميز بنفس التنسيق، أو بين تنسيقات مختلفة، أو بين معدلات بت أو معلمات مختلفة من نفس التنسيق - يتسبب في فقدان التوليد.
يمكن أن تتسبب التطبيقات المتكررة لفقدان الضغط وإلغاء الضغط في فقدان التوليد، خاصةً إذا كانت المعلمات المستخدمة غير متسقة عبر الأجيال. ومن الناحية المثالية خوارزمية سيكون كلا تساوي القوى، وهذا يعني أنه إذا تم فك إشارة ثم إعادة ترميز مع إعدادات مماثلة، ليس هناك خسارة، وقابلة للتطوير، وهذا يعني أنه إذا تم إعادة ترميز مع إعدادات أقل جودة، والنتيجة ستكون كما لو تم ترميزه من الإشارة الأصلية - راجع Scalable Video Coding . بشكل عام، فإن التحويل بين معلمات مختلفة لترميز معين سيعطي بشكل مثالي أفضل جودة مشتركة مشتركة - على سبيل المثال، التحويل من صورة بها 4 بتات حمراء و 8 بتات خضراء إلى صورة بها 8 بتات حمراء و 4 بتات خضراء ينتج بشكل مثالي ببساطة صورة ذات 4 بتات من عمق اللون الأحمر و 4 بت من عمق اللون الأخضر دون مزيد من التدهور.
تعتبر بعض خوارزميات الضغط المفقودة أسوأ بكثير من غيرها في هذا الصدد، حيث إنها ليست معطلة ولا قابلة للتطوير، وتقدم مزيدًا من التدهور إذا تم تغيير المعلمات.
على سبيل المثال، مع JPEG، سيؤدي تغيير إعداد الجودة إلى استخدام ثوابت تكميم مختلفة، مما يتسبب في خسارة إضافية. علاوة على ذلك، نظرًا لأن JPEG مقسم إلى 16 × 16 كتلة (أو 16 × 8، أو 8 × 8، اعتمادًا على عينات الصبغ الفرعية)، فإن الاقتصاص الذي لا يقع على حدود 8 × 8 يغير كتل التشفير، مما يتسبب في تدهور كبير - مشاكل مماثلة يحدث بالتناوب. يمكن تجنب ذلك عن طريق استخدامjpegtran أو أدوات مماثلة للزراعة. يحدث تدهور مماثل إذا كانت الإطارات الرئيسية للفيديو لا تصطف من جيل إلى جيل.

#### التحرير
يمكن أن تؤدي إعادة التشكيل الرقمي مثل قياس الصورة وتقنيات DSP الأخرى أيضًا إلى حدوث عيوب أو تقليل نسبة الإشارة إلى الضوضاء (نسبة S / N) في كل مرة يتم استخدامها، حتى إذا كان التخزين الأساسي بلا خسارة.

## التصوير الفوتوغرافي، والفيديو، والمراسلات المتنوعة
تؤدي الأجيال المتعاقبة من النسخ إلى تشويه الصورة وتدهورها. لقد تم توثيق أن عمليات إعادة النشر المتتالية على إنستغرام تؤدي إلى تغييرات ملحوظة. وبالمثل، أدت المنشورات المتكررة على موقع YouTube إلى تدهور العمل. تم توثيق تأثيرات مماثلة في نسخ أشرطة VHS. وذلك لأن كلا الخدمتين تستخدمان برامج الترميز المفقودة على جميع البيانات التي يتم تحميلها إليهما، حتى إذا كانت البيانات التي يتم تحميلها هي نسخة مكررة من البيانات المستضافة بالفعل على الخدمة، بينما VHS هي وسيط تناظري، حيث يمكن أن يكون للتأثيرات مثل الضوضاء الناتجة عن التداخل تأثير ملحوظ أكثر على التسجيلات.

## الثقافة الشعبية
لقد كان فقدان الأجيال موضوع الأعمال الفنية التي كشفت هذه الظاهرة. استوحى مشروع Generation Loss ، على الأقل جزئيًا، من جهد سابق — «أنا جالس في غرفة» (1969) لألفين لوسير.

## روابط خارجية
- Sneyers، Jon (10 أبريل 2016). "Generation Loss at High Quality Settings" (Video). اطلع عليه بتاريخ 2016-09-29.